# Drogi rejonu krasninskiego w obwodzie smoleńskim
Drogi rejonu krasninskiego w obwodzie smoleńskim w Rosji to: droga magistralna M1 i 37 dróg rejonowych: 1 (66A) łącząca rejon z granicą Białorusi, 2 (66K) międzyrejonowe i 34 (66N) lokalne (wewnątrzrejonowe).

## Drogi magistralne
| Symbol drogi | Droga na mapie Rosji | Obwody                 | Przebieg | Długość całkowita (km) | Długość w rejonie (km) | Uwagi |
| ------------ | -------------------- | ---------------------- | --- | ---------------------- | ---------------------- | ----- |
| R120         | M-1 na mapie Rosji   | moskiewski · smoleński | • MKAD (obwodnica Moskwy • Odincowo • Kubinka • Możajsk • Gagarin • Wiaźma • Safonowo • Jarcewo • Krasnaja Gorka • granica z Białorusią) | 440                    | 33                     |       |

## Drogi rejonowe łączące z granicą państwa
| Symbol drogi | Drogi na mapie rejonu krasninskiego: droga wewnątrzrejonowa R120 (Orzeł – Briańsk – Rosław – Smoleńsk – Rudnia – granica M1 (Dubrowo / 66K-30 – granica Białorusi) 66K-20 (Smoleńsk – Krasnyj) 66K-31 (R120 / Płoskoje – Komissarowo / M1) | Przebieg                       | Długość (km) | Uwagi |
| ------------ | --- | ------------------------------ | ------------ | ----- |
| 66A-3        | 66A-3 na mapie rejonu krasninskiego | Krasnyj – granica z Białorusią | 16,7         |       |

## Drogi międzyrejonowe
| Symbol drogi | Drogi na mapie obwodu smoleńskiego: Droga rejonowa M1 (Moskwa – Smoleńsk – granica z Białorusią A130 (Moskwa – Rosław – białoruska granica) R120 (Orzeł – Briańsk – Smoleńsk – granica Rosji) | Rejony                | Przebieg | Długość całkowita (km) | Długość w rejonie (km) | Uwagi |
| ------------ | --- | --------------------- | --- | ---------------------- | ---------------------- | ----- |
| 66K-20       | 66K-20 | smoleński krasninski  | Smoleńsk – Krasnyj | 43,4                   | 21,7                   |       |
| 66K-31       | 66K-31 | rudniański krasninski | • R120 / Płoskoje • przystanek kolejowy Płoskaja (1,4 km) • Koncy (3,8 km) • Morozowka (11,2 km) / Osiapy (11,5 km) • Ignatowka (13,5) • Priwolje (16,9 km) • Ordowka (20,5 km) • Moskalenki (23,9) • Komissarowo / M1 / Czernysz | 26,2                   | 22,7                   |       |

## Drogi wewnątrzrejonowe
| Symbol drogi | Drogi na mapie rejonu krasninskiego: droga wewnątrzrejonowa R120 (Orzeł – Briańsk – Rosław – Smoleńsk – Rudnia – granica M1 (Dubrowo / 66K-30 – granica Białorusi) 66K-20 (Smoleńsk – Krasnyj) 66K-31 (R120 / Płoskoje – Komissarowo / M1) | Przebieg                                           | Długość (km) | Uwagi                          |
| ------------ | --- | -------------------------------------------------- | ------------ | ------------------------------ |
| 66N-1104     | 66N-1104 na mapie rejonu krasninskiego | Krasnyj – Gusino                                   | 15,62        |                                |
| 66N-1105     | 66N-1105 na mapie rejonu krasninskiego | Bolszaja Dobraja – Pawłowo – Zwierowiczi – Szejeno | 17,04        |                                |
| 66N-1106     | 66N-1106 na mapie rejonu krasninskiego | Zwierowiczi – Lubaniczi – Wasilewiczi              | 8            |                                |
| 66N-1107     | 66N-1107 na mapie rejonu krasninskiego | Krasnyj – Wiktorowo – Bubnowo – Samsony            | 28,43        |                                |
| 66N-1108     | 66N-1108 na mapie rejonu krasninskiego | 66N-1107 – Nikołajewka – Bołtutino                 | 11,6         |                                |
| 66N-1109     | 66N-1109 na mapie rejonu krasninskiego | 66N-1107 – Ałuszkowo                               | 6,06         |                                |
| 66N-1110     | 66N-1110 na mapie rejonu krasninskiego | 66K-20 – Mierlino – Kislaki                        | 5,35         |                                |
| 66N-1111     | 66N-1111 na mapie rejonu krasninskiego | Rżawka – Wołkowo                                   | 5,73         |                                |
| 66N-1112     | 66N-1112 na mapie rejonu krasninskiego | M1 – Łonnica                                       | 1,46         |                                |
| 66N-1113     | 66N-1113 na mapie rejonu krasninskiego | 66N-1104 – Mańkowo                                 | 3,6          |                                |
| 66N-1114     | 66N-1114 na mapie rejonu krasninskiego | 66A-3 – Katkowo – Niejkowo – Markowo – Tugowiszczi | 14,8         |                                |
| 66N-1115     | | obwodnica osiedla Krasnyj                          | 1,85         |                                |
| 66N-1116     | 66N-1116 na mapie rejonu krasninskiego | 66A-3 – Głubokoje – Dwupolany – 66N-1121           | 4,1          |                                |
| 66N-1117     | 66N-1117 na mapie rejonu krasninskiego | Krasnyj – Malejewo – Pałkino – Ussochi             | 34,8         |                                |
| 66N-1118     | 66N-1118 na mapie rejonu krasninskiego | 66K-20 – Rogajłowo                                 | 8,8          |                                |
| 66N-1119     | 66N-1119 na mapie rejonu krasninskiego | Krasnyj – Kriukowo – Rogajłowo                     | 24,3         |                                |
| 66N-1120     | 66N-1120 na mapie rejonu krasninskiego | Mańkowo – Syrokorienje                             | 2,83         |                                |
| 66N-1121     | 66N-1121 na mapie rejonu krasninskiego | 66N-1104 – Miganowo – Litiwla – Płauny             | 16,82        |                                |
| 66N-1122     | 66N-1122 na mapie rejonu krasninskiego | M1 – Krasnaja Gorka – Skworcy – Olsza              | 7,27         |                                |
| 66N-1123     | 66N-1123 na mapie rejonu krasninskiego | 66N-1104 – Wysokij Chołm                           | 5            | Częściowo w rejonie smoleńskim |
| 66N-1124     | 66N-1124 na mapie rejonu krasninskiego | M1 – Chłystowka                                    | 2,2          |                                |
| 66N-1125     | 66N-1125 na mapie rejonu krasninskiego | M1 – Ziuźki                                        | 1,31         |                                |
| 66N-1126     | 66N-1126 na mapie rejonu krasninskiego | 66N-1107 – Chrapowo                                | 1,82         |                                |
| 66N-1127     | 66N-1127 na mapie rejonu krasninskiego | 66N-1107 – Sołoninowo                              | 1,5          |                                |
| 66N-1128     | 66N-1128 na mapie rejonu krasninskiego | 66N-1108 – Sielec                                  | 1,05         |                                |
| 66N-1129     | 66N-1129 na mapie rejonu krasninskiego | Malejewo – Łunino – Zuńkowo – Nowosiołki           | 6,5          |                                |
| 66N-1130     | 66N-1130 na mapie rejonu krasninskiego | 66N-1117 – Wielikolesje                            | 1,54         |                                |
| 66N-1131     | 66N-1131 na mapie rejonu krasninskiego | Malejewo – Żylczicy                                | 2,9          |                                |
| 66N-1132     | 66N-1132 na mapie rejonu krasninskiego | 66N-1104 – Dubrowka                                | 4,44         |                                |
| 66N-1133     | 66N-1133 na mapie rejonu krasninskiego | 66N-1118 – Uljaticzi                               | 2,75         |                                |
| 66N-1134     | 66N-1134 na mapie rejonu krasninskiego | 66K-20 – Nikulino – Anosowo                        | 2,39         |                                |
| 66N-1135     | 66N-1135 na mapie rejonu krasninskiego | Żelezkowo – Michajłowo – Daniłowka                 | 3,19         |                                |
| 66N-1136     | 66N-1136 na mapie rejonu krasninskiego | 66K-20 – Żelezkowo – Syrokorienje                  | 7            |                                |
| 66N-1137     | 66N-1137 na mapie rejonu krasninskiego | M1 – Bielei – Jermaki                              | 1,6          |                                |